# Rotunda św. Mikołaja w Cieszynie
Rotunda w Cieszynie – jedyna romańska rotunda na terenie Polski zachowana wraz ze sklepieniem nawy. Datowana na XI lub XII wiek, należy do grupy rotund jednoapsydowych, wznoszonych w Europie (a szczególnie w Europie środkowej) w okresie od VIII do XIII wieku. Kościół jest orientowany, o wewnętrznej średnicy nawy 640 cm, z półkolistą absydą o średnicy 140 cm. Kaplica pierwotnie wyposażona była we wspartą na kolumnach i półkolumnach emporę zachodnią, zrekonstruowaną na początku lat 50. XX w. Na emporę prowadzą schody ukryte we wzmocnionym w tym miejscu północnym murze nawy o grubości 150 cm. Świątynia została wzniesiona z kamienia wapiennego. Mury w wątku opus emplectum o grubości około 100 cm tworzą dwie warstwy dokładnie opracowanych spłaszczonych, podłużnych ciosów, wewnątrz wypełnione gruzem spojonym zaprawą. Budowlę nakryto kopułą z rzędów pierścieniowo ułożonych płaskich kamieni połączonych wapienną zaprawą. Absydę przesklepiono sferyczną konchą.

## Historia
Najstarszy opis kasztelanii cieszyńskiej pochodzi z roku 1155, kiedy to nazwa grodu Tescin wymieniona została wraz z innymi grodami kasztelańskimi w skierowanej do biskupa wrocławskiego Waltera bulli protekcyjnej papieża Hadriana IV . O istnieniu na terenie Cieszyna świątyni po raz pierwszy wspomina wystawiony 25 maja 1223 przez biskupa Wawrzyńca dla klasztoru norbertanek z Rybnika dokument, informujący o funkcjonowaniu w mieście ecclesiae (…) sancti Nicolai. Idzi Panic identyfikuje ten obiekt z rotundą zamkową: jego zdaniem w pierwszym okresie rotunda służyła nie tylko grodowi, ale też mieszkańcom całego regionu cieszyńskiego. Dopiero po wzniesieniu świątyni miejskiej została zamknięta dla mieszkańców i służyła jedynie kasztelanowi i załodze grodu. Hipoteza ta spotkała się z krytyką – Teresa Rodzińska-Chorąży i Zofia Jagosz Zarzycka postulują przyjęcie założenia o równoległym istnieniu dwóch kościołów. Ten pod wezwaniem św. Mikołaja miałby znajdować się poza grodem, w obrębie osady przedlokacyjnej – we wczesnych dokumentach opisywany jest on jako znajdujący się na suburbium. W źródłach osiemnastowiecznych rotunda wymieniona jest jako kaplica pod wezwaniem św. Wacława. Rotunda była zapewne pierwszą murowaną budowlą wzniesioną na terenie Wzgórza Zamkowego. W początkach swego istnienia była otoczona potężnym wałem drewniano-kamiennym o szerokości dziesięciu metrów. Pierwszym znanym ze źródeł pisanych kapelanem kaplicy był Bartłomiej, którego imię pojawia się w dokumentach przy okazji sporu o dziesięciny z pobliskich wiosek, Krasnej i Kleczomii, 7 czerwca 1284 roku. Dyplom ten wspomina także o fundacji przez pszczyńskiego proboszcza Hynala ze Stonawy ołtarza świętych Jana, Wawrzyńca i Erazma.
Koniec XIII i cały XIV wiek to okres przebudowy zamku i zastąpienie umocnień drewnianych murowanymi. Romańska rotunda została dopasowana do gotyckiego zamku: poziom pierwotnie kamiennej posadzki podniesiono o dwa metry, zamurowano romańskie okna w absydzie, tworząc większe, gotyckie. W XIV wieku posadzkę pokryto glazurowanymi płytkami, ułożonymi w wizerunek orła śląskiego i inskrypcję ,,Premislaus Dux Tessinensis”. Świątynię na przestrzeni wieków dotykały pożary, ze źródeł pisanych znane są te w latach 1484, 1520, 1552 i 1570.
Po wojnie trzydziestoletniej zamek znajdował się w stanie ruiny, w związku z czym siedzibę książęcą przeniesiono do zamku dolnego, zaś na wzgórzu, według urbarza z 1755 roku, mieściły się spichlerze, sad owocowy i zabudowania gospodarcze.  Na rycinie z 1789 roku rotunda ukazana została jako opięta przyporami i połączona za pomocą wspartego na filarach łuku z czworobocznym budynkiem. Po wygaśnięciu dynastii Piastów Cieszyn otrzymali w spadku Habsburgowie, którzy jednak aż do 1839 nie zajmowali się nim. Dopiero arcyksiążę Karol nakazał przekształcenie Wzgórza Zamkowego w romantyczny ogród ze sztucznymi ruinami i pawilonem, skrywającym pod klasycystycznym kostiumem romańskie mury omawianego obiektu. Wewnątrz zasypanej do 1/3 wysokości kaplicy urbarze wymieniają drewniany ołtarz, srebrny kielich i złoconą patenę. Obecny wygląd budowla zawdzięcza przeprowadzonej w połowie XX wieku reromanizacji. Resakralizacja rotundy, służącej po drugiej wojnie światowej jako obiekt turystyczny, miała miejsce 6 grudnia 1997 roku.

## Dzieje badań

### Dzieje badań archeologicznych
Wstępne oględziny jesienią 1941 roku przeprowadzili prof. Grundmann (konserwator prowincjalny z Wrocławia) i Kienzler (rządowy radca budowlany). Dotychczas romańskiej rotundy domyślano się tylko na podstawie rzutu poziomego. Pierwsze badania archeologiczne wykonał w 1941 roku Georg Raschke, zasłużony badacz i konserwator śląskich zabytków archeologicznych, wówczas administrator działu prehistorycznego Muzeum Śląskiego w Opawie. Potwierdził on obecność romańskiej budowli pod klasycystycznym płaszczem, odnalazł także bazy kolumn podpierających emporę i zamurowaną klatkę schodową w grubości muru (wejście od strony północnej, wyjście wewnątrz zachodniego muru nawy głównej).  Usunięto wówczas dobudówki we wnętrzu (drewniana empora), a z zewnątrz dziewiętnastowieczną ceglaną i tynkowaną obudowę. Wykopaliska przy udziale pracowników Landesamt für Vorgeschichte w Raciborzu prowadzono w dniach od 21 października do 20 listopada 1941 roku, najpierw po północnej stronie, potem w środku. Wykop przy północnej elewacji wykonano przy styku murów nawy i absydy. Znaleziono mur oraz, na głębokości 210 i 240 cm, szkielety, a także dwa spiralne pierścienie ze srebra. Od strony wschodniej także wykonano wykop, między uzyskanymi profilami sięgającymi głębokości 280 i 370 cm odnaleziono sześć szkieletów wraz z pozostałościami trumien, w tym szkielet dziecka. Trumny zdaniem Georga Raschkego zostały przeniesione, co stało się przyczyną przemieszania kości. W pobliżu rotundy odnaleziono łącznie osiem pochówków szkieletowych. Nie udało się osiągnąć stopy fundamentu. Wykopy we wnętrzu obejmowały wykonanie profilu w poprzek absydy aż do wejścia po zachodniej stronie i poprzecznego profilu w nawie głównej. Na głębokości -100—120 cm zalegały nieregularne płyty wapienne pokryte warstwą zaprawy wapiennej – pozostałości bielenia wnętrza, poniżej natrafiono na ceramikę. Na poziomie -170—200 cm osiągnięto glinianą warstwę, wyglądającą na powierzchnię dawnej posadzki. Przykrywała ona czwarty i piąty stopień wapiennego ołtarza w chórze i bazy sześciu kolumn po zachodniej stronie. Jedyna zachowana półkolumna przebijała swym trzonem do głębokości -50 cm wszystkie zalegające powyżej warstwy. Cztery bazy półkolumn równomiernie rozlokowane były przy ścianie zachodniej, a dwie bazy kolumn wolnostojących na jednej linii w zachodniej partii nawy. Pierwotnie dźwigały one emporę wypełniającą, podobnie jak późniejsza, drewniana, zachodnią połowę nawy. Bazy spoczywały na płaszczyźnie zalegającej na głębokości -200 cm. Grundmann i Dagobert Frei po przebadaniu ich na miejscu określili elementy kolumn jako wczesnoromańskie. Stwierdzono występowanie zakłóceń układu warstw przy ścianie południowej, w niewyjaśnionym dotąd wyłomie w murze. Zbadano warstwy zalegające pod warstwą otoczaków: ukazał się dziesięciocentymetrowy występ muru obiegający wnętrze 10 cm nad poziomem podstawy baz kolumn. Na poziomie 225 cm skończyło się żółte, gliniane zabarwienie warstwy. Z zewnątrz kaplica była pokryta nowoczesnym płaszczem ceglanym a wewnątrz zaprawą. Po usunięciu warstw ziemi wszędzie ukazał się pierwotny mur kaplicy, który na zewnątrz mógł być prześledzony do głębokości 370 cm, zaś wewnątrz 300 cm. Mur w górnej partii był znakomicie opracowany, ułożony z wąskich, dobrze obrobionych kamieni miejscowego wapienia. Na zewnątrz i w środku na głębokości 210 cm pojawił się występ muru, poniżej cztery rzędy starannie opracowanych kamieni. Na głębokości 240—260 cm ukazała się warstwa skośnie ułożona z płyt wapienia, która podobnie jak wszystkie poniżej leżące warstwy jest mniej starannie opracowana (te warstwy zdaniem Raschkego zawsze zalegały niewidoczne w ziemi). Na głębokości 250—260 cm osiągnięto poziom gruntu z czasów budowy.
W okresie powojennym polscy archeolodzy i konserwatorzy skorzystali z dorobku swych niemieckich poprzedników, podejmując badania i prace przy odkrytych przez nich licznych zabytkach starożytności i średniowiecza. Jan Zachwatowicz w 1948 roku podsumował ówczesny stan wiedzy na temat romańskiej rotundy w Cieszynie: grubość murów określono na 130 cm, średnicę wewnętrzną na 650 cm, wysokość w kluczu kopuły wynosiła 780 cm, zaś średnica absydy 140 cm. Odkryte bazy kolumn podemporowych datowano na koniec XII wieku, samą zaś rotundę na okres przed 1223 rokiem, kiedy miała nastąpić jej przebudowa. W okresie bezpośrednio poprzedzającym akcję reromanizacji i w jej trakcie, czyli w latach 1949—1955, trwały eksploracje Wzgórza Zamkowego na zlecenie Państwowego Muzeum Archeologicznego w ramach Kierownictwa Badań nad początkami Państwa Polskiego pod kierunkiem Anny Kietlińskiej. Wykonano sześć wykopów, z których trzy w bezpośredniej bliskości interesującej nas kaplicy. Wykop nr 3, określony jako odcinek mieszkalny, obejmował pas między wewnętrznym murem obronnym a dziedzińcem zamkowym i wąskim przekopem dochodził do rotundy. Wykop nr 4 dotyczył terenu wokół rotundy do głębokości jej progu, zaś wykop sondażowy wewnątrz kaplicy zyskał nr 5. Efektem badań było odkrycie warstw osadniczych związanych z okresem halsztackim i lateńskim oraz czasami funkcjonowania grodu (X — XIII w.). Zaobserwowane wymieszanie warstw wyjaśniono wykopami podczas budowy murów obronnych w średniowieczu oraz niwelacją terenu podczas XIX-wiecznej aranżacji parku. Wokół rotundy odsłonięto warstwy humusu współczesnego, gruzu ceglanego i łupku na poziomie fundamentów budowli przykaplicznych i zamkowego dziedzińca. Warstwy zaprawy wapiennej zdaniem Kietlińskiej świadczą o przebudowaniach kaplicy. Odkryto drewnianą drogę o kilku warstwach desek, biegnącą wzdłuż wschodniej ściany obiektu. Odnaleziono, opisane już przez Georga Raschkego, pochówki przy południowej ścianie, zlokalizowane w intensywnie czarnej ziemi pomiędzy fundamentami murów.  Wykop wewnątrz rotundy, ,,prowadzony na bardzo małej powierzchni i w ciężkich warunkach”, nie przyniósł nowych wiadomości, poza odkryciem przedmiotów ceramicznych do głębokości 70 cm.
W latach 2013—2016 trwały systematyczne badania archeologiczno-architektoniczne budowli, prowadzone przez Pracownię Studiów nad Architekturą i Sztuką Wczesnośredniowieczną Instytutu Historii Sztuki UJ (dr hab. Teresa Rodzińska-Chorąży) oraz Dział Archeologii Muzeum Śląska Cieszyńskiego w Cieszynie (Zofia Jagosz-Zarzycka), dzięki środkom przeznaczonym przez Uniwersytet Jagielloński oraz Wojewódzki Urząd Ochrony Zabytków w Katowicach. Ich celem było odsłonięcie fragmentów fundamentu aż do stopy muru, wykonanie dokumentacji opisowej, fotograficznej i rysunkowej, zbadanie zaznaczonych na szkicu rotundy przez Georga Raschkego dwóch fragmentów muru ujmujących wejście, oraz zbadanie czy nadwieszony ryzalit kryjący klatkę schodową został dodany podczas prac w latach pięćdziesiątych, czy jego pierwotnego charakteru dowiedzie odpowiednie poszerzenie fundamentu. Wykonano sześć wykopów, które potwierdziły obecność zaobserwowanych przez Georga Raschke elementów, zidentyfikowanych jako fundamenty przypór, a także czterech kolejnych, analogicznych, w nieregularnych odstępach otaczających rotundę. Fundamenty, sięgające w głąb do poziomu fundamentu rotundy i odseparowane od niego wyraźną dylatacją, zbudowane zostały z brył łamanego kamienia o nieregularnej formie i zróżnicowanej wielkości, zespojonych dużą ilością zaprawy, którą zalano wąski wkop fundamentowy. Przypory te Teresa Rodzińska-Chorąży i Zofia Jagosz-Zarzycka wiążą z gotycką przebudową romańskiej budowli. Fundament samej rotundy odsłonięto do poziomu stopy, ujawniając, iż jest on ciasno wkopany w calec na głębokość około 50 cm i do wysokości 150 cm zbudowany ze zróżnicowanego materiału: brył i płyt wapiennych oraz otoczaków spojonych zaprawą wapienną, bez dążenia do układu warstwowego, zaś powyżej układ bloków staje się warstwowy, bardziej regularny. Badania pozwoliły im także przesunąć datowanie obiektu na XII wiek. Za argumenty posłużyły: zgodność formy budowli z pierwotnym projektem i jednofazowość jej powstania, na co wskazuje poszerzenie fundamentu pod ryzalitem, a co za tym idzie pierwotny charakter klatki schodowej w grubości muru i nadwieszonego ryzalitu, a także obecność cokołu obiegającego zewnętrzną elewację oraz relikty podsklepienia empory.
Zespół Katedry Geomorfologii Uniwersytetu Śląskiego przeprowadził w 2016 roku badania geomorfologiczne pod kierownictwem dra Andrzeja Tyca, które pozwoliły ustalić układ warstw geologicznych wokół rotundy i przyczynę gromadzenia się wody pod fundamentami.

### Dzieje konserwacji
W związku z przekształceniami Wzgórza Zamkowego w XIX wieku romańską rotundę postanowiono przebudować, nadając jej funkcję romantycznego pawilonu ogrodowego. W latach 1836—1839 wiedeński architekt Józef Kornhäusel dokonał przebudowy całkowicie ukrywającej średniowieczny charakter budowli pod neorenesansowym kostiumem. Romańskie mury otoczono ceglaną okładziną i ozdobiono boniowaniem, przepruto nowe, większe otwory okienne ujęte od zewnątrz parami pilastrów, podniesiono poziom posadzki i nakryto budowlę kopulastym, blaszanym dachem. Wejście uzyskało formę prostokątnego portalu. Około roku 1850 rotunda zyskała nowy ołtarz z obrazem św. Wacława autorstwa Edwarda Świerkiewicza, a wnętrze odmalowano. W roku 1868 odnowiono drewnianą emporę, a w 1884 usunięto pozostałości gotyckiego detalu.
Podczas badań w latach 1941—42 Georg Raschke usunął nowożytne wyposażenie i drewnianą emporę, zewnętrzne i wewnętrzne tynki oraz wzmocnił konstrukcję drewnianymi podporami i żelaznymi klamrami.
W latach 1949–55 przeprowadzono akcję reromanizacji kościoła pod kierownictwem Zygmunta Gawlika. Początkowo mury podstemplowano i ujęto trzema stalowymi obręczami, aby zabezpieczyć górne partie przed pęknięciami. Następnie wykonano wiercenia wokół budowli w celu ustalenia przyczyn występowania wody. Po usunięciu ceglanych okładzin mury wzmocniono nastrzykując je czterdziestoma tonami cementu, zrekonstruowano ich lico przy zastosowaniu drobnej kostki dolomitowej, a także obramienia otworów okiennych i drzwiowego. Obniżono poziom posadzki i teren wokół rotundy, sugerując się położeniem progu w portalu zachodnim. W południowo-zachodnim licu muru uwidoczniono miejsce zamurowanego portalu na poziomie empory. Przeprowadzono także rekonstrukcję empory, oczyszczono z gruzu i wyremontowano prowadzące na nią klatki schodowe, odsłonięto pierwotne okna, mensę i posadzki. Konserwacji poddano także kopulaste sklepienie.

## Stan badań

### Datowanie

#### Pierwsza połowa XI w.
- Georg Raschke[25]
- Anna Kietlińska[26]
- Jerzy Hawrot[27]
- Adam Miłobędzki[28]
- Stanisław Kramarczyk[29]
- Witold Iwanek[30]
- Klementyna Żurowska[31]
- Zygmunt Świechowski[32]
- Wiesław Kuś[33]
- Zofia Jagosz-Zarzycka[33]
- Idzi Panic[34]

#### Druga połowa XI – pierwsza tercja XII w.
- Jan Zachwatowicz[35]
- Maria Pietrusińska[36]

#### XII w.
- Andrzej Tomaszewski[37]
- Albin Gabriel[38]
- Teresa Rodzińska-Chorąży[39]

#### XIII w.
- Tadeusz Dobrowolski: między 1211 (pojawienie się w Cieszynie benedyktynów tynieckich) i 1223 (dokument biskupa wrocławskiego Wawrzyńca, potwierdzający istnienie kaplicy[40]

### Geneza form stylowych
Forma architektoniczna pozwala zaliczyć rotundę do grupy najstarszych podobnych kościołów grodowych powstających na terenie Państwa Wielkomorawskiego, Czech i Węgier. Pochodzenie schematu jednoabsydowej kaplicy centralnej na planie koła nie zostało przez badaczy rozstrzygnięte, dominujące koncepcje mówią albo o bezpośrednim wpływie wzorców bizantyjskich, zwłaszcza bałkańskich, za których rozprzestrzenianie się odpowiadają misje cyrylo-metodiańskie, albo o akwizgrańskiej kaplicy pałacowej jako pierwowzorze tych powstających we wczesnym średniowieczu na terenach Czech, Moraw, a następnie Śląska. Nowsze badania wskazują na występowanie w tym czasie podobnych rozwiązań formalnych w całej Europie. Teresa Rodzińska-Chorąży tę powtarzalność tłumaczy związkami z działalnością misyjną. Jan Zachwatowicz wskazywał na bliskie pokrewieństwo cieszyńskiej kaplicy z rotundą w Grzegorzewicach. Zdaniem Jana Samka była to pierwotnie kaplica grodowa łącząca się z palatium, hipoteza ta wymagałaby jednak potwierdzenia w dalszych badaniach. Jak zauważają Teresa Rodzińska-Chorąży i Zofia Jagosz-Zarzycka, wątek murów rotundy na Górze Zamkowej w Cieszynie jest bardzo zbliżony do wątku murów kościoła św. Idziego w Inowłodzu.

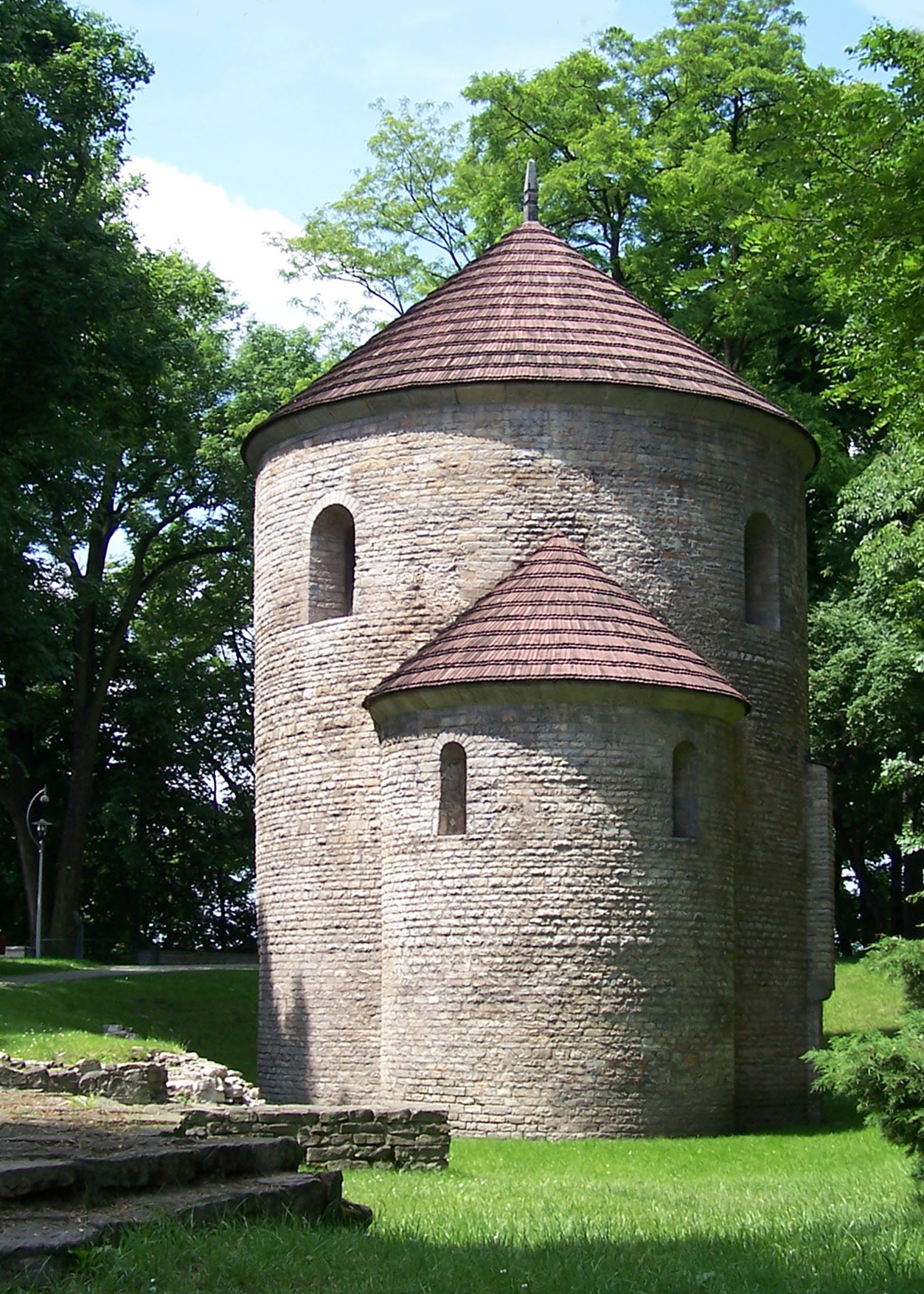
Rotunda – widok ogólny
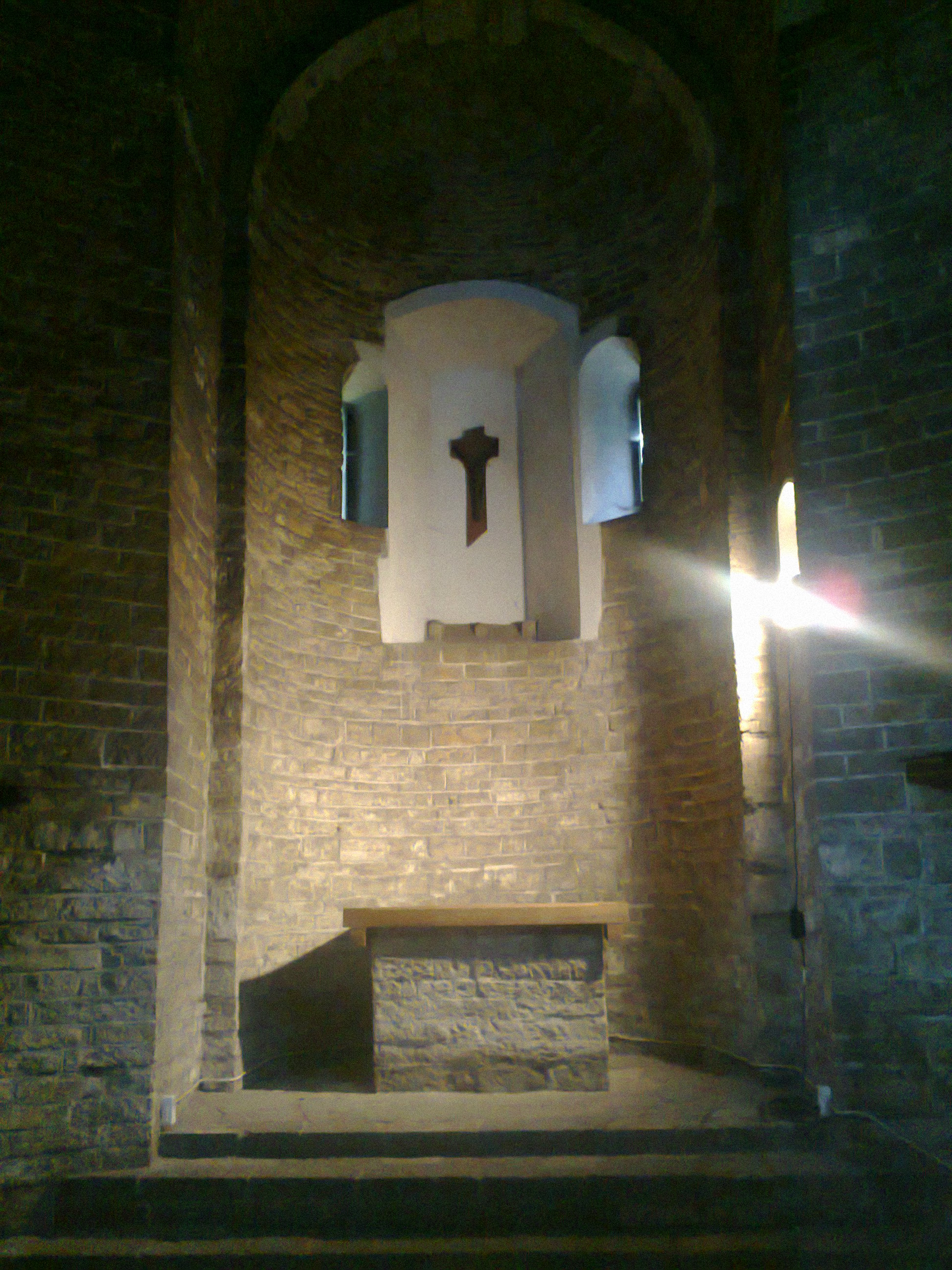
Wnętrze – widok apsydy
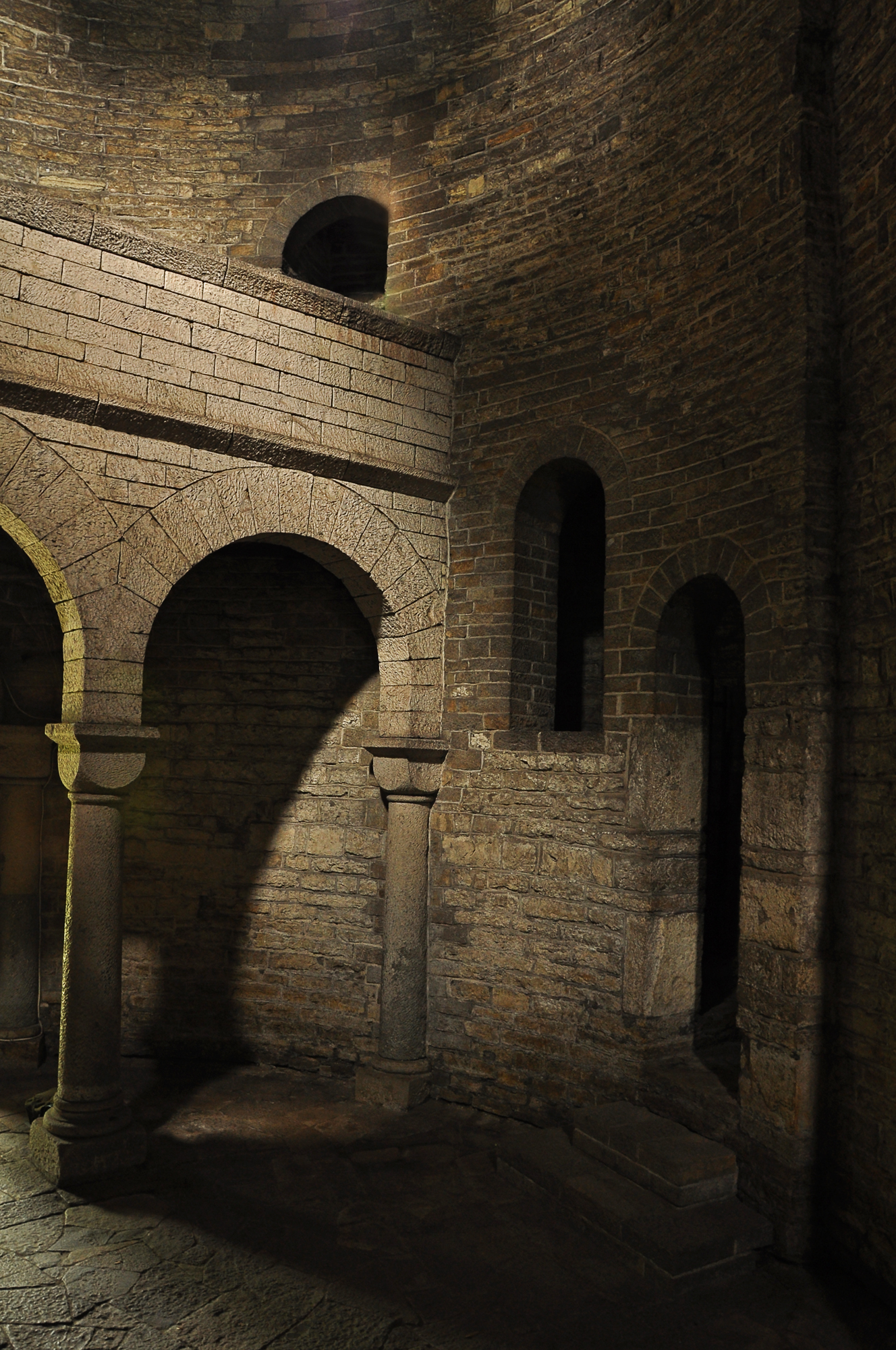
Empora
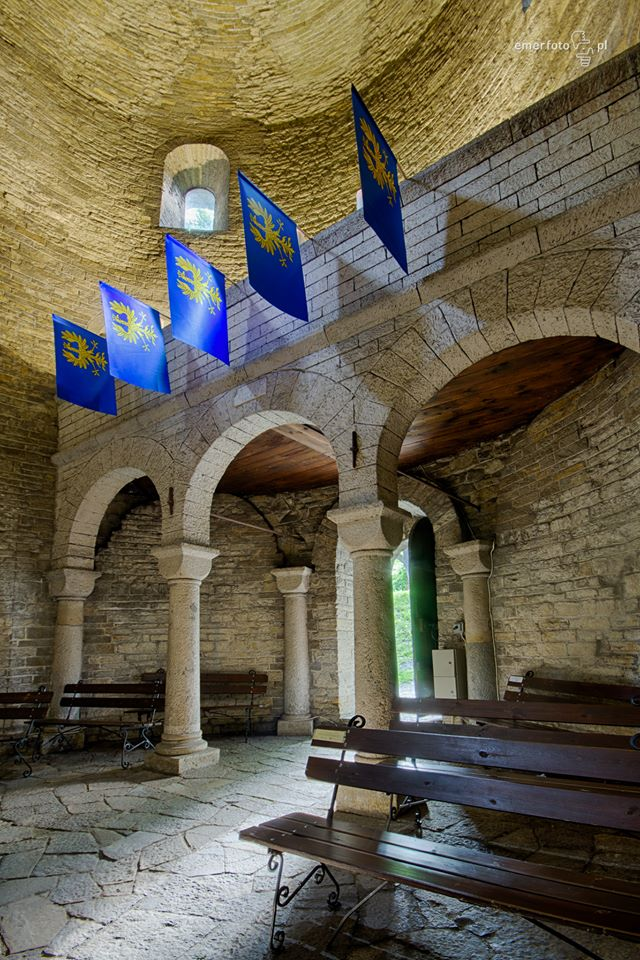
Wnętrze – widok empory z flagami książęcymi
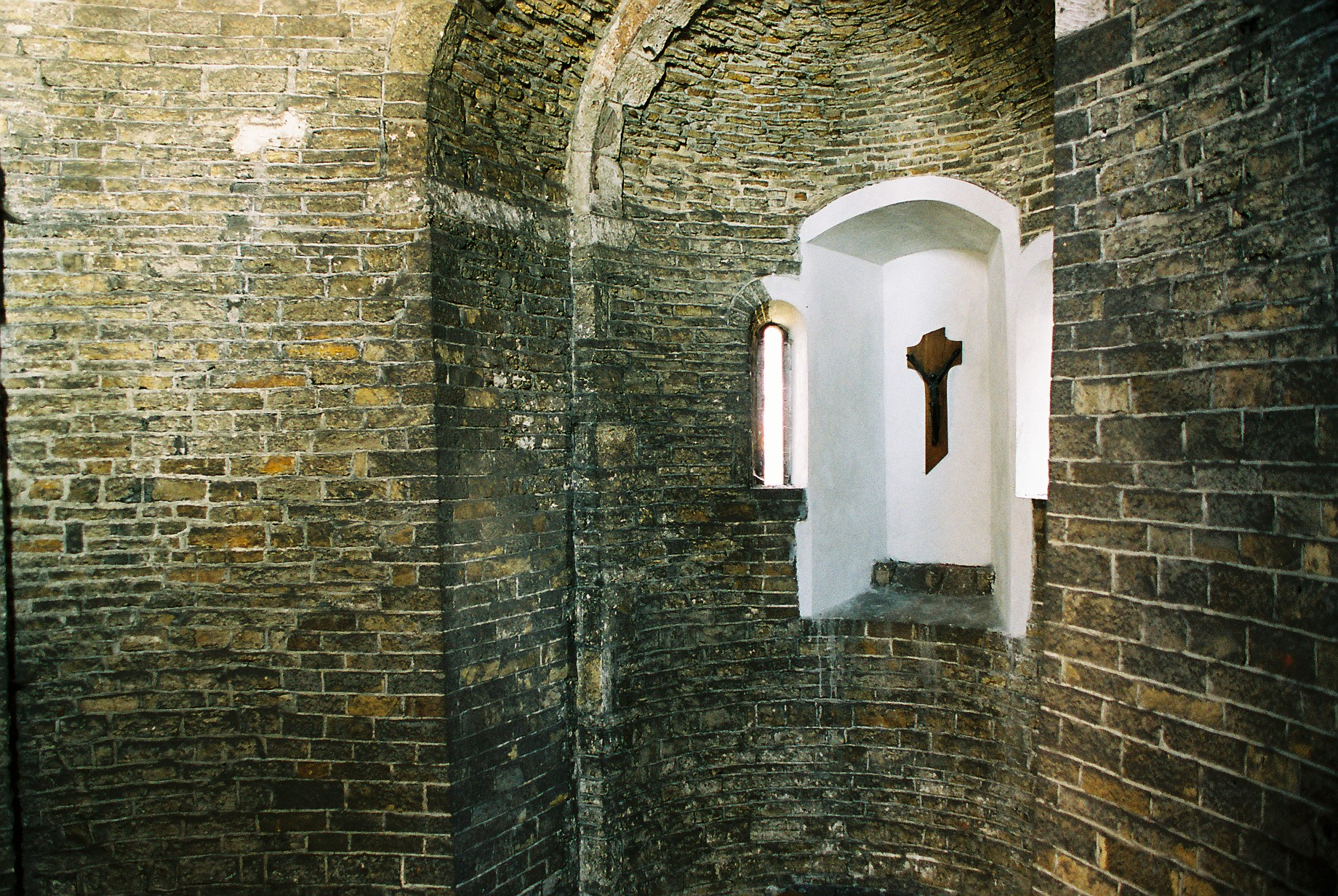
Mensa ołtarzowa
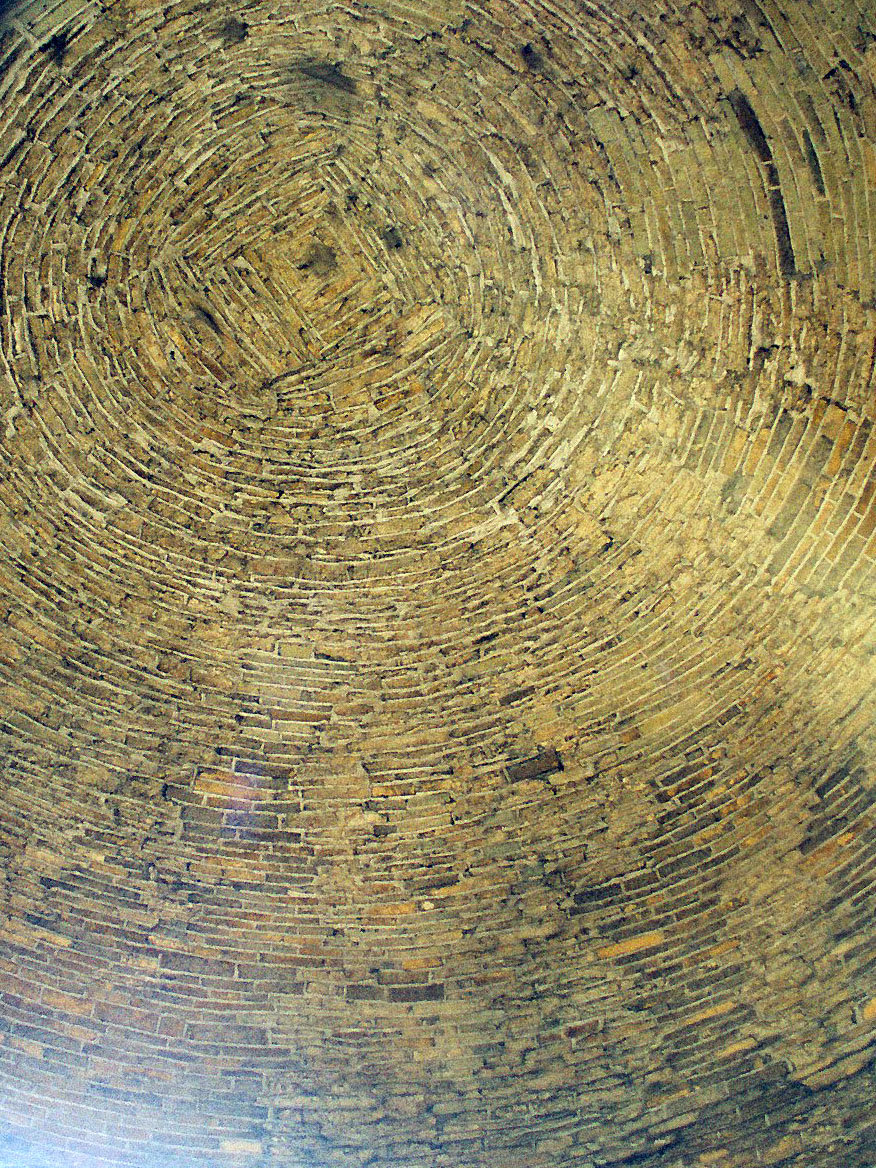
Widok kopuły od wewnątrz
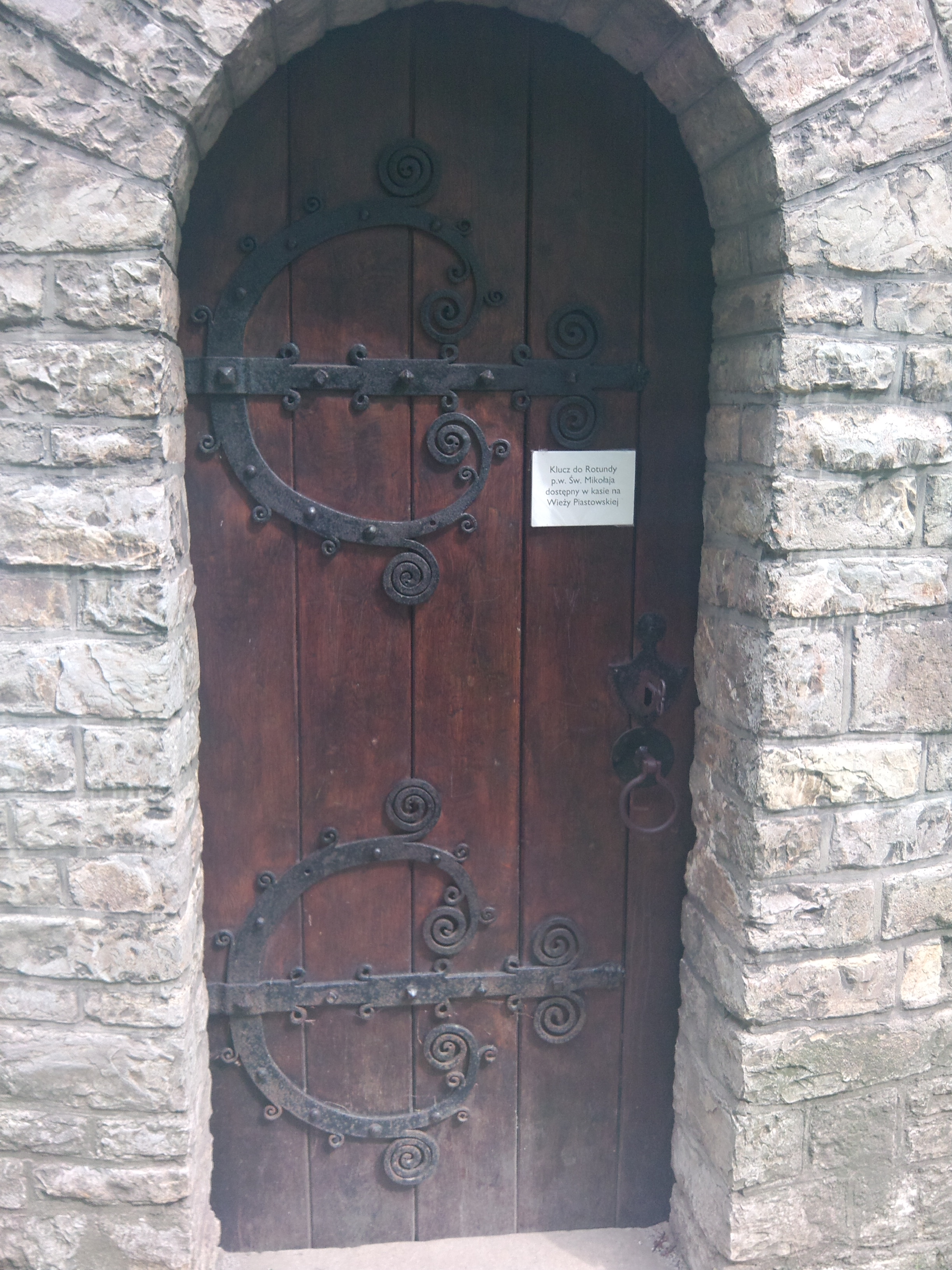
Drzwi wejściowe
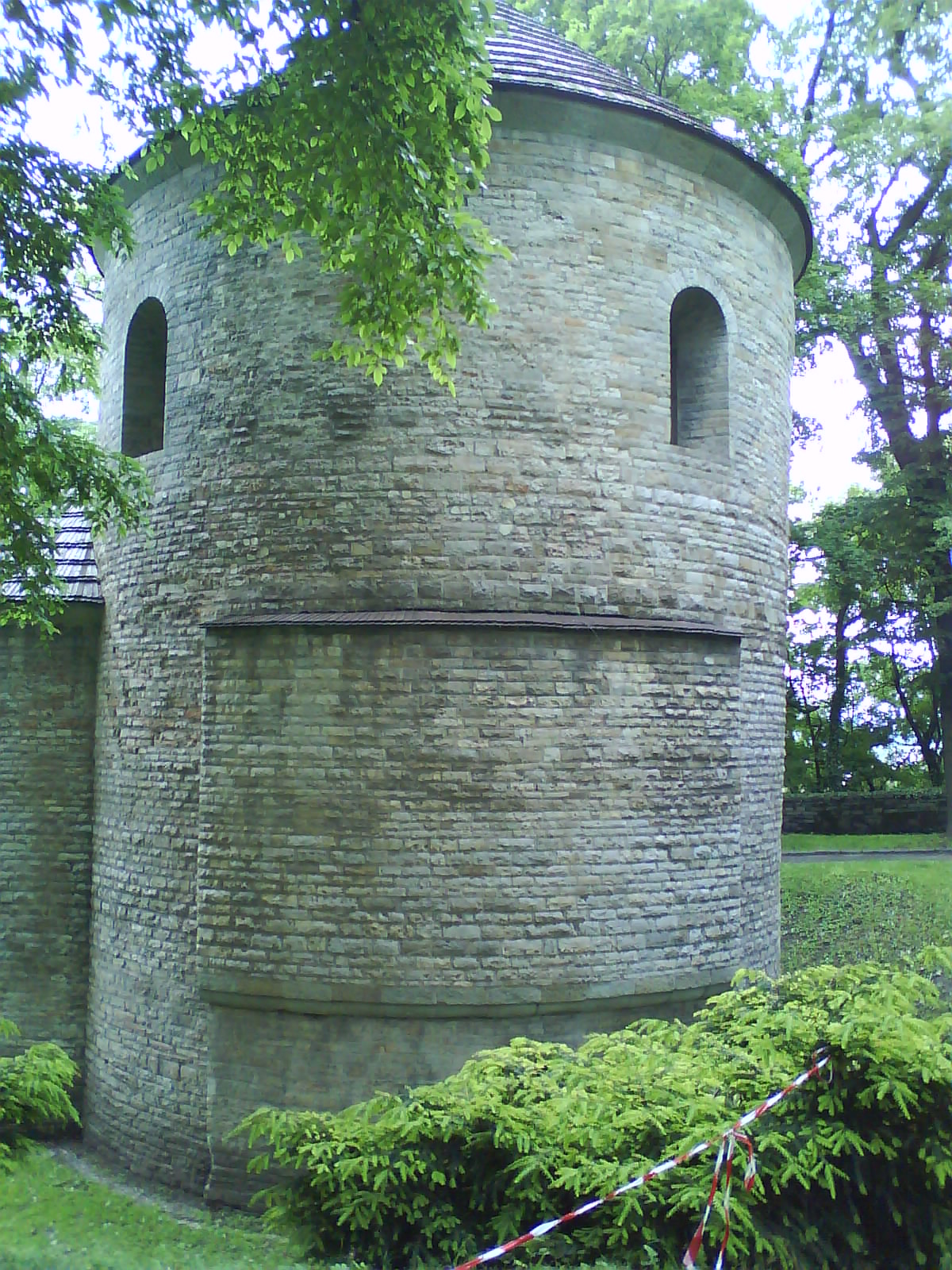
Widok zewnętrzny od strony północnej
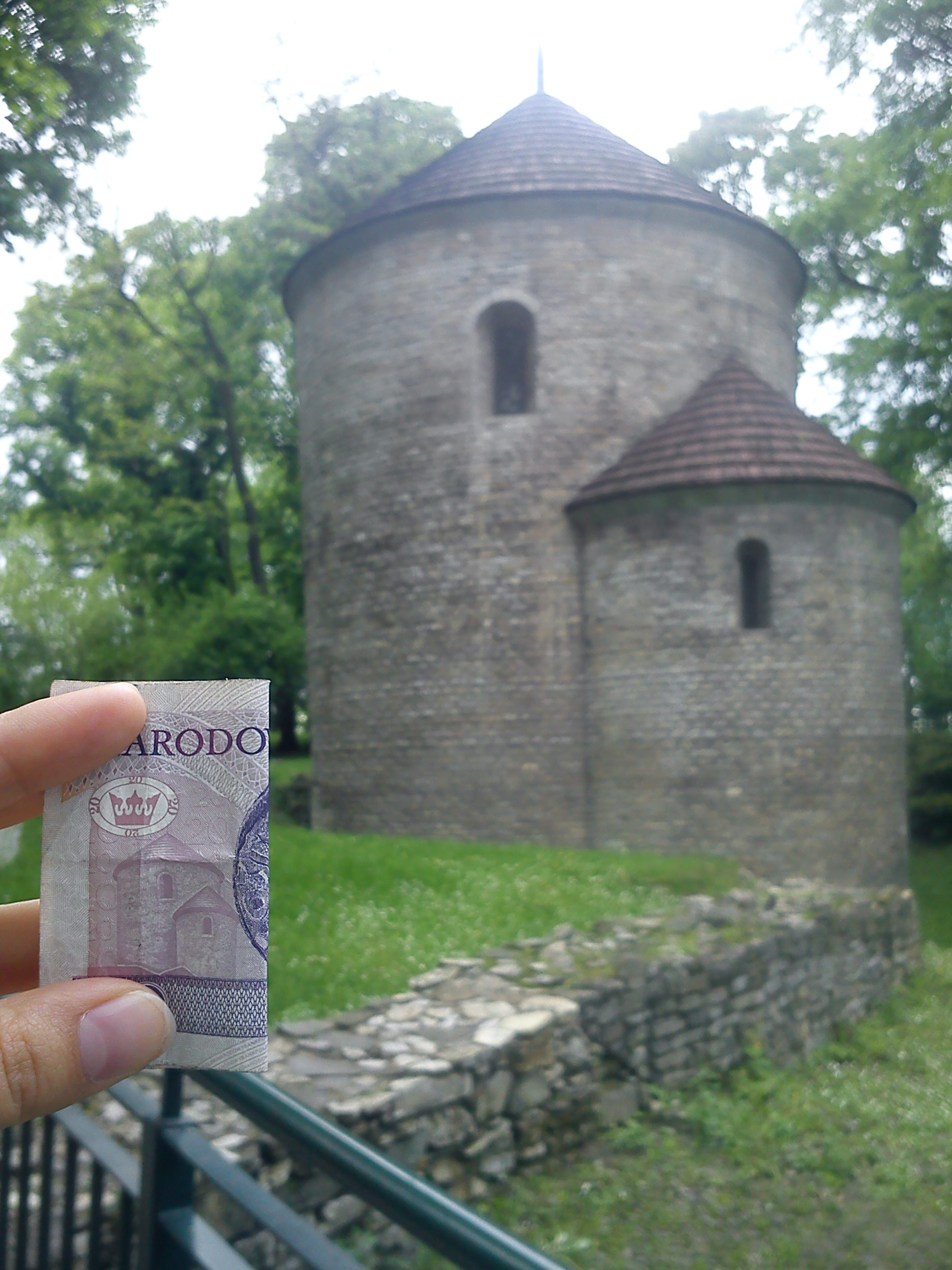
Rotunda na obecnym banknocie polskim o nominale 20 zł

## Patroni

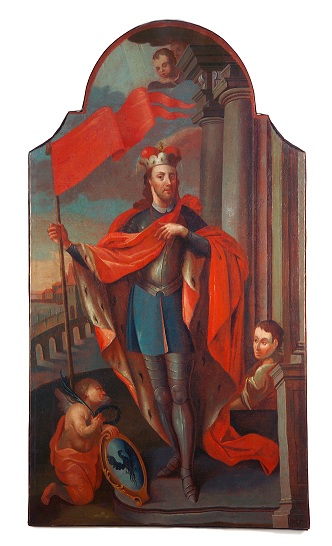
Św. Wacław, 2 poł. XVIII w., obraz olejny z wyposażenia rotundy

Wezwanie św. Mikołaja obecne w najwcześniejszych dokumentach prawdopodobnie odnosi się do drugiego kościoła, zlokalizowanego na suburbium, z czasem zwyczajowo przeniesiono je jednak na rotundę. Nie wiadomo, czy chodziło o św. Mikołaja biskupa Miry, czy o Mikołaja I – papieża w latach 858—867. Bardziej prawdopodobna wydaje się pierwsza możliwość. Św. Mikołaj biskup jest postacią legendarną. Brak dowodów na jego realne istnienie skłonił bollandystów do próby usunięcia jego wspomnienia z kalendarza liturgicznego, jednak na przeszkodzie stanęły popularność świętego i rozpowszechnienie jego kultu, zarówno w kościele zachodnim jak i wschodnim. Mikołaj jest patronem m.in. małżeństw, piekarzy, rzeźników, podróżnych, jeńców i strażaków. Idzi Panic sugeruje, że wezwanie może być świadectwem obecności nauczania Braci Sołuńskich na tym terenie, brak poświadczającej tę hipotezę tradycji każe jednak pozostawić zagadnienie otwartym. W źródłach osiemnastowiecznych kaplica występuje pod wezwaniem św. Wacława, również wspomniana wyżej fundacja ołtarza proboszcza Hynala ze Stonawy u schyłku piętnastego wieku była poświęcona między innymi temu świętemu.

## Msze święte
Msze święte odprawiane są raz do roku – 6 grudnia – w dzień św. Mikołaja.